# Silene rothmaleri
Silene rothmaleri är en nejlikväxtart som beskrevs av Pinto da Silva. Silene rothmaleri ingår i släktet glimmar, och familjen nejlikväxter. Inga underarter finns listade i Catalogue of Life.